# Figueira da Horta
Figueira da Horta (crioll capverdià Figéra da Orta) és una vila al sud de l'illa de Maio a l'arxipèlag de Cap Verd. Està situada 7 kilòmetres a l'est de Vila do Maio.